# Fosse Saint-Hyacinthe
La fosse Saint-Hyacinthe, également orthographiée Saint Hyacinthe, de la Compagnie des mines d'Aniche est un ancien charbonnage du Bassin minier du Nord-Pas-de-Calais, situé à Aniche. Ses travaux de fonçage débutent en 1793, cette nouvelle fosse doit permettre à la compagnie de perdurer s'il y avait une catastrophe à la fosse Sainte-Barbe - Saint-Waast. Les travaux cessent rapidement à cause de l'invasion des Autrichiens. En 1798, les travaux de fonçage sont reportés à la fosse Aglaé à Auberchicourt, mais le puits est envahi par les eaux l'année suivante, le fonçage du puits Saint-Hyacinthe est donc repris, jusque 1802, date à laquelle la fosse commence à extraire.
La fosse Sainte-Catherine - Saint-Mathias est remise en activité en 1804, puis les travaux de la fosse Espérance commencent en 1817, après l'inondation du puits de la fosse La Paix. Ce n'est qu'en 1835 qu'une nouvelle fosse, dite de Mastaing, est entreprise, sans succès, puis la fosse d'Aoust, dont le fonçage commencé en 1836 n'a été terminé que neuf ans plus tard.
En janvier 1839, un groupe d'associés venus de Cambrai se rend maître de la Compagnie, ils entreprennent sa réorganisation complète. Le fonçage de la fosse d'Aoust est poursuivi, mais c'est la découverte de la houille à Somain, en 1839, qui permet enfin à la Compagnie d'Aniche de prendre son essor. Dès lors, toutes les vieilles fosses sont fermées, à l'exception de celle de l'Espérance. La fosse Saint-Hyacinthe est abandonnée en 1840.
En 1992, Charbonnages de France installe à 260 mètres de la fosse un sondage de décompression, et matérialise la tête de puits Saint-Hyacinthe au début du XXIe siècle. Le puits est situé à l'arrière d'une habitation, dans son jardin.

## La fosse
Cinq ans après le début de l'exploitation à la fosse Sainte-Barbe - Saint-Waast en 1788, la Compagnie des mines d'Aniche envisage d'ouvrir un puits supplémentaire, afin de posséder deux fosses en activité. Depuis l'arrêt de l'exhaure à la suite de l'abandon de la fosse Saint-Laurent - Sainte-Thérèse en 1786, et l'inondation involontaire de la fosse Sainte-Catherine - Saint-Mathias, la Compagnie n'a qu'une seule fosse productive. En cas de nouvel incident, cela pourrait causer sa faillite.

### Fonçage
Le puits unique est ouvert à Aniche, le long de la route reliant Douai à Denain, en 1793. Il est situé 500 mètres au nord du puits Sainte-Barbe. Le diamètre est de 2,40 mètres puis 3,20 mètres. Le fonçage est stoppé par l'invasion des Autrichiens, et est alors abandonné.
En 1798, la Compagnie reporte ses travaux 940 mètres à l'ouest, à Auberchicourt, toujours le long de la même route, dans le but d'ouvrir la fosse Aglaé, mais le puits est envahi par de fortes venues d'eau l'année suivante, et abandonné à l'état d'avaleresse. La compagnie reprend alors le fonçage du puits de la fosse Saint-Hyacinthe en 1799. Le terrain houiller est atteint à 130 mètres.

### Exploitation
La fosse commence à extraire en 1802, neuf ans après le début des travaux, ceux-ci ayant été interrompus par la guerre. C'est dans cette fosse que l'usage d'une machine d'extraction en remplacement du manège à chevaux est effectué pour la première fois.
La fosse Sainte-Catherine - Saint-Mathias est rouverte en 1804, après avoir été abandonnée pendant dix-huit ans. En 1815, la fosse La Paix est commencée à Auberchicourt, mais deux ans après, une pièce du cuvelage rompt, et entraîne l'inondation du puits, le puits est alors abandonné, mais la fosse Espérance est creusée à une cinquantaine de mètres la même année. La compagnie exploite alors quatre fosses.
Dans les années 1830, la fosse de Mastaing est entreprise sans succès de 1835 à 1838 en dehors de la concession. Le fonçage de la Fosse Aoust commence en 1836. En janvier 1839, un groupe d'associés venus de Cambrai se rend maître de la Compagnie, ils entreprennent sa réorganisation complète. Le fonçage de la fosse d'Aoust est poursuivi, mais c'est la découverte de la houille à Somain, en 1839, qui permet enfin à la Compagnie d'Aniche de prendre son essor. Dès lors, toutes les vieilles fosses sont fermées, à l'exception de celle de l'Espérance.
La fosse Saint-Hyacinthe est abandonnée en 1840, après avoir produit 124 800 tonnes de houille. Trois étages de recette situés à 197, 213 et 233 mètres ont été établis dans le puits de 273 mètres,.

### Catastrophe du 7 février 1827
Le 7 février 1827 dans la matinée déplore une catastrophe à la fosse Fosse Saint-Hyacinthe de la Compagnie des mines d'Aniche, un foyer qu'on avait l'habitude d'entretenir a communiqué le feu aux échafaudages d'accès au puits de descente des ouvriers. La fumée se répandit en abondance à l'intérieur de la mine, elle asphyxia 46 ouvriers occupés dans les veines à l'extraction de la houille. Sept jeunes gens et deux pères de familles furent retirés morts,

### Reconversion
Du 4 mai au 5 juin 1992, Charbonnages de France installe à 260 mètres au nord-ouest du puits un sondage de décompression nommé Saint-Hyacinthe. le trou de sonde a atteint la profondeur de 203 mètres et a un diamètre de 19,4 centimètres. Il a atteint les vieux travaux de la veine du serrement.
Au début du XXIe siècle, Charbonnages de France matérialise la tête de puits. Le BRGM y effectue des inspections chaque année. Le puits est situé juste à l'arrière d'une habitation, dans son jardin.